# Joseph Buffington
Joseph Buffington (* 27. November 1803 in West Chester, Pennsylvania; † 3. Februar 1872 in Kittanning, Pennsylvania) war ein US-amerikanischer Politiker. Zwischen 1843 und 1847 vertrat er den Bundesstaat Pennsylvania im US-Repräsentantenhaus.

## Werdegang
Joseph Buffington besuchte die öffentlichen Schulen seiner Heimat und studierte danach an der Western University of Pennsylvania in Pittsburgh. Danach zog er nach Butler, wo er eine Wochenzeitung herausgab. Nach einem Jurastudium und seiner 1826 erfolgten Zulassung als Rechtsanwalt begann er in Butler in diesem Beruf zu arbeiten. Ein Jahr später verlegte er seinen Wohnsitz und seine Anwaltskanzlei nach Kittanning im Armstrong County. Politisch schloss er sich der Whig Party an.
Bei den Kongresswahlen des Jahres 1842 wurde Buffington im 24. Wahlbezirk von Pennsylvania in das US-Repräsentantenhaus in Washington, D.C. gewählt, wo er am 4. März 1843 die Nachfolge von Thomas Henry antrat. Nach einer Wiederwahl konnte er bis zum 3. März 1847 zwei Legislaturperioden im Kongress absolvieren. Diese waren seit 1845 von den Ereignissen des Mexikanisch-Amerikanischen Krieges geprägt.
Im Jahr 1846 verzichtete Buffington auf eine weitere Kongresskandidatur. Zwischen 1849 und 1851 war er Vorsitzender Richter im 18. Gerichtsbezirk seines Staates. 1852 lehnte er ein Angebot von Präsident Millard Fillmore zur Ernennung als Oberster Richter im Utah-Territorium ab. Von 1855 bis zu seinem Eintritt in den Ruhestand war er Richter im zehnten Gerichtsbezirk Pennsylvanias. Er starb am 3. Februar 1872 in Kittanning, wo er auch beigesetzt wurde.